# Higashi, Fukuoka
Higashi (東区 Higashi-ku) là quận thuộc thành phố Fukuoka, Nhật Bản. Tính đến ngày 1 tháng 10 năm 2020, dân số ước tính của quận là 322.503 người và mật độ dân số là 4.700 người/km2. Tổng diện tích của quận là 68,36 km2.